# Sedze-Maubecq
Sedze-Maubecq – miejscowość i gmina we Francji, w regionie Nowa Akwitania, w departamencie Pireneje Atlantyckie.
Według danych na rok 1990 gminę zamieszkiwało 199 osób, a gęstość zaludnienia wynosiła 26 osób/km² (wśród 2290 gmin Akwitanii Sedze-Maubecq plasuje się na 978. miejscu pod względem liczby ludności, natomiast pod względem powierzchni na miejscu 1227.).